# Hedychium yungjiangense
Hedychium yungjiangense är en enhjärtbladig växtart som beskrevs av Shao Quan Tong. Hedychium yungjiangense ingår i släktet Hedychium och familjen Zingiberaceae. Inga underarter finns listade i Catalogue of Life.